# ایشیکووا (دمیراوزو)
ایشیکووا {{ترکی|Işıkova) (به کردی: Cencî) (به ارمنی: Ջենջե) یک منطقهٔ مسکونی در ترکیه است که در دمیراوزو واقع شده‌است. ایشیکووا ۷۴ نفر جمعیت دارد.